# Borinquen (Caguas)
Borinquen es un barrio ubicado en el municipio de Caguas en el Estado Libre Asociado de Puerto Rico. En el Censo de 2010 tenía una población de 7953 habitantes y una densidad poblacional de 489,58 personas por km².

## Geografía
Borinquen se encuentra ubicado en las coordenadas 18°10′11″N 66°2′26″O / 18.16972, -66.04056. Según la Oficina del Censo de los Estados Unidos, Borinquen tiene una superficie total de 16.24 km², de la cual 16.23 km² corresponden a tierra firme y (0.08%) 0.01 km² es agua.

## Demografía
Según el censo de 2010, había 7953 personas residiendo en Borinquen. La densidad de población era de 489,58 hab./km². De los 7953 habitantes, Borinquen estaba compuesto por el 73.81% blancos, el 12.16% eran afroamericanos, el 0.54% eran amerindios, el 0.05% eran asiáticos, el 0.05% eran isleños del Pacífico, el 8.51% eran de otras razas y el 4.88% pertenecían a dos o más razas. Del total de la población el 99.64% eran hispanos o latinos de cualquier raza.